# Jonna Fraser

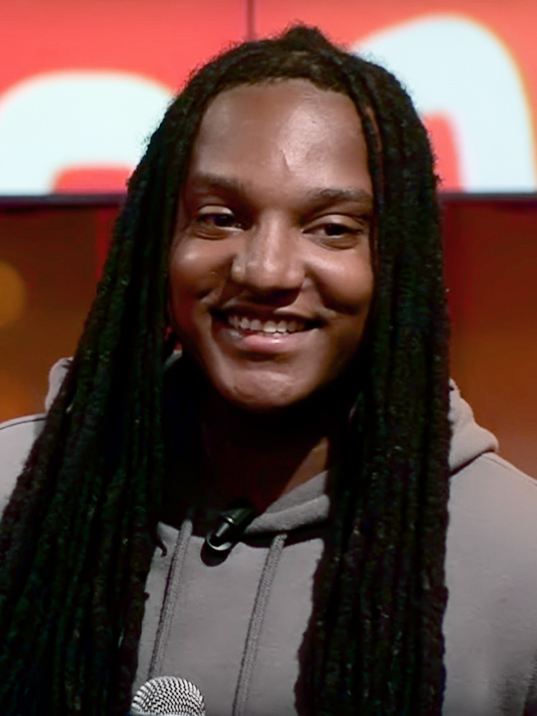
Jonna Fraser 2017

Jonna Fraser (* 10. Dezember 1992 in Zaandam; eigentlich Jonathan Jeffrey Grando) ist ein niederländischer Rapper.

## Biografie
Jonathan Grando alias Jonna Fraser stammt aus dem Norden der Niederlande und begann mit elf Jahren mit dem Rappen. Er schloss sich dem Hip-Hop-Kollektiv New Wave an, dem unter anderem auch Ronnie Flex, Lil Kleine, Frenna und Idaly angehören. 2014 veröffentlichte er seine erste EP Maatje 45. Im Jahr darauf war er am Kollaborationsalbum New Wave des Kollektivs beteiligt, das Platz 11 der niederländischen Albumcharts erreichte und über zwei Jahre in den Charts blieb. Es brachte Fraser aber noch nicht den Durchbruch und die zweite EP Alle tijd kam nur in die MidPrice-Charts. Aber mit dem ersten richtigen Album Goed teken schaffte er 2016 selbst den Sprung auf Platz 11 der Top 100. Mit dem Song Do or Die, zusammen mit Broederliefde, hatte er seinen ersten Hit in den Top-40-Singlecharts. Als Gast bei Frennas My Love hatte er dort wenig später einen Top-10-Hit und einen Nummer-eins-Hit in den Single Top 100. Es folgte eine ausverkaufte Tour und zahlreiche weitere Auftritte auch im Ausland.
Noch im selben Jahr erschien das Album Blessed, mit dem er zum ersten Mal Platz 1 der Albumcharts erreichte. Ein halbes Jahr später kam Album Nummer drei Jonathan auf Platz 4, bevor im November Blessed II erneut auf Platz 1 einstieg. Mit Ik kom bij je und Party hatte er zwei weitere Singleerfolge, ohne aber die vorderen Plätze zu erreichen.
Nach vier Alben im Halbjahrestakt dauerte es bis zum nächsten Album Lion ein ganzes Jahr. Es brachte ihm die dritte Topplatzierung. Mit Bizzey, Kraantje Pappie und Ramiks hatte er Anfang 2019 einen zweiten Top-10-Hit, danach wurde es bis auf gelegentliche Kollaborationen ruhiger um ihn. Erst im Sommer 2020 gab es mit Calma ein neues Album, das auf Platz 4 kam.

## Diskografie

### Alben
| Jahr | Titel Musiklabel                       | Höchstplatzierung, Gesamtwochen, AuszeichnungChartsChartplatzierungen (Jahr, Titel, Musiklabel, Platzierungen, Wochen, Auszeichnungen, Anmerkungen) | Anmerkungen                                       |
| Jahr | Titel Musiklabel                       | NL | Anmerkungen                                       |
| ---- | -------------------------------------- | --- | ------------------------------------------------- |
| 2016 | Goed teken Noah’s Ark / Top Notch      | NL11 (28 Wo.)NL | Erstveröffentlichung: 2. Mai 2016                 |
| 2016 | Blessed Noah’s Ark                     | NL1 (47 Wo.)NL | Erstveröffentlichung: 14. Oktober 2016            |
| 2017 | Jonathan Noah’s Ark                    | NL4 Gold · (24 Wo.)NL | Erstveröffentlichung: 14. April 2017              |
| 2017 | Blessed II Noah’s Ark                  | NL1 Gold · (21 Wo.)NL | Erstveröffentlichung: 27. Oktober 2017            |
| 2018 | Lion Noah’s Ark                        | NL1 Gold · (29 Wo.)NL | Erstveröffentlichung: 2. November 2018            |
| 2020 | Calma Noah’s Ark                       | NL4 Platin · (14 Wo.)NL | Erstveröffentlichung: 31. Juli 2020               |
| 2020 | Champagne Rain Noah’s Ark              | NL15 (11 Wo.)NL | Erstveröffentlichung: 3. Dezember 2020            |
| 2021 | Championships 777 Records / Noah’s Ark | NL4 Gold · (20 Wo.)NL | Erstveröffentlichung: 28. Oktober 2021 mit Frenna |
| 2023 | Blessed for Life Noah’s Ark            | NL4 Gold · (13 Wo.)NL | Erstveröffentlichung: 18. Mai 2023                |
| 2025 | Don Julio Daddy Noah’s Ark             | NL14 (… Wo.)NL | Erstveröffentlichung: 15. Mai 2025 mit Lil Kleine |
| 2025 | Red Rose Romance Noah’s Ark            | NL5 (… Wo.)NL | Erstveröffentlichung: 20. Juni 2025               |

### EPs
- Maatje 45 EP (2014)
- Alle tijd (2015)

### Singles
| Jahr | Titel Album                  | Höchstplatzierung, Gesamtwochen, AuszeichnungChartsChartplatzierungen (Jahr, Titel, Album, Platzierungen, Wochen, Auszeichnungen, Anmerkungen) | Anmerkungen                                                                                                |
| Jahr | Titel Album                  | NL | Anmerkungen                                                                                                |
| ---- | ---------------------------- | --- | --- |
| 2016 | Do or Die Goed teken         | NL17 ×3Dreifachplatin · (10 Wo.)NL | Erstveröffentlichung: 28. April 2016 featuring Broederliefde                                               |
| 2016 | My Love Geen Oog Dichtgedaan | NL9 Diamant · (16 Wo.)NL | Erstveröffentlichung: 16. September 2016 Frenna featuring Jonna Fraser & Emms Platz 1 in den Dutch Top 100 |
| 2016 | Ik kom bij je Blessed        | NL25 Platin · (9 Wo.)NL | featuring Frenna                                                                                           |
| 2017 | Party Jonathan               | NL28 Platin · (5 Wo.)NL | featuring Ronnie Flex                                                                                      |
| 2017 | Open Los Amsterdam           | NL32 (3 Wo.)NL | Yellow Claw featuring Moksi & Jonna Fraser                                                                 |
| 2018 | Spijt Waar ga je heen        | NL32 Gold · (3 Wo.)NL | Erstveröffentlichung: 8. Juni 2018 Maan featuring Jonna Fraser                                             |
| 2018 | Ik heb je nodig Daddy        | NL20 Gold · (6 Wo.)NL | Erstveröffentlichung: 4. Oktober 2018 Kraantje Pappie featuring Bizzey & Jonna Fraser                      |
| 2018 | Louboutin Francis            | NL16 ×2Doppelplatin · (7 Wo.)NL | Frenna featuring Jonna Fraser & Emms & Idaly                                                               |
| 2019 | Drup –                       | NL9 ×2Doppelplatin · (9 Wo.)NL | Erstveröffentlichung: 11. Januar 2019 Bizzey, Kraantje Pappie, Jonna Fraser & Ramiks                       |
| 2020 | Vakantie Calma               | NL24 Diamant · (6 Wo.)NL | Erstveröffentlichung: 18. Juni 2020 Dopebwoy & Jonna Fraser                                                |
| 2024 | Tuesday Red Rose Romance     | NL24 Platin · (4 Wo.)NL | Erstveröffentlichung: 1. Februar 2024                                                                      |

Weitere Lieder
- Liegen voor de rechter / Lil Kleine, Ronnie Flex & Jonna Fraser (2016, NL: Gold)
- Kan er niet omheen / Jonna Fraser, Lijpe, KM & Ronnie Flex (2016, NL: Gold)
- Ik zag je staan (2016, NL: Gold)
- Ik kan je niet laten gaan (2016, NL: Gold)
- Nu of nooit / Monica Geuze featuring Ruben Annink & Jonna Fraser (2016, NL: Gold)
- OMW / Frenna featuring Jonna Fraser (2017, NL: Gold)
- Laat niet los / Jairzinho featuring Jonna Fraser (2017, NL: Platin)
- Goed teken (2017, NL: Gold)
- Niks nieuws / Jonna Fraser featuring Jayh & Sevn Alias (2017, NL: Gold)
- Halen & trekken / Lil Kleine featuring Jonna Fraser (2017, NL: Platin)
- Blessed (2017, NL: Gold)
- Lekker lekker / Bizzey featuring Jonna Fraser (2017, NL: Gold)
- BBB / Bokoesam & Jonna Fraser (2017, NL: Gold)
- Badman Flex / SFB featuring Jonna Fraser (2017, NL: Gold)
- Architect / Jonna Fraser featuring Sevn Alias & Frenna (2017, NL: Platin)
- Work / Sevn Alias & Jonna Fraser (2017, NL: Platin)
- Mamacita / KM featuring Frenna & Jonna Fraser (2018)
- Zwarte hoodie / Jonna Fraser & Diztortion (2018)
- La vida loca / Jonna Fraser featuring SBMG (2019, NL: Gold)
- Dom doen / Henkie T featuring Jonna Fraser (2019)
- 4 Life / Jonna Fraser & Lil Kleine (2019, NL: Platin)
- Fluister / Jayh featuring Dopebwoy, Jonna Fraser & Zefanio (prod. Spanker) (2019, NL: Gold)
- Paranoia (2019, NL: Platin)
- Dior Money / Jonna Fraser featuring Frenna & Henkie T (2019, NL: Gold)
- Heartbroken / Sevn Alias & Jonna Fraser (2020, NL: Gold)
- Downfall / Jonna Fraser, Darkoo & Diztortion (2020, NL: Gold)
- Dom Pérignon / Qlas & Blacka feat. Henkie T, Murda & Jonna Fraser (2020, NL: Gold)
- Erop Eraf / Dopebwoy & Jonna Fraser (2021, NL: Gold)
- Samen Met Mij / mit SRNO (2021, NL: Gold)
- Body Count / mit Frenna (2021, NL: Gold)
- Toute La Night / mit Dystinct & SRNO (2023, NL: Gold)
- Domino / mit Katnuf, Ronnie Flex & Caza (2023, NL: Gold)
- Stiekem ’24 / mit Zoë Tauran (2024, NL: Gold)